# Kepler-406 b
Kepler-406 b è un pianeta extrasolare che orbita attorno a Kepler-406, una stella simile al Sole della costellazione del Cigno. Scoperto nell'ambito della missione Kepler con il metodo del transito, il pianeta orbita piuttosto vicino alla sua stella e ha un raggio di 1,43 volte quello terrestre. Tramite la misura della velocità radiale della stella si è potuta stimare una massa oltre sei volte superiore a quella terrestre. Considerando l'alta densità (11,82 g/cm³), si tratta probabilmente di un pianeta classificabile nella categoria delle super Terre.

## Caratteristiche
Il pianeta è il più vicino alla stella madre dei due scoperti attorno a Kepler-406, il secondo, Kepler-406 c, è ancora più denso (4 volte la Terra), e nonostante sia più piccolo del nostro pianeta possiede una massa 2,7 volte superiore.
La stella madre ha invece una massa e un raggio 1,07 volte quello del Sole ed una temperatura superficiale di 5538 K, mentre l'età è stimata in 5,84 miliardi di anni, superiore ai 4,6 miliardi di anni del Sole. Considerando la distanza di appena 0,036 UA dalla stella madre, pari a circa 5,4 milioni di chilometri, la temperatura superficiale del pianeta è piuttosto elevata, superiore ai 1000 °C.